# Ryan Carter
Pour les articles homonymes, voir Carter.
Ryan Carter (né le 3 août 1983 à White Bear Lake, dans l'État du Minnesota aux États-Unis) est un joueur professionnel retraité américain de hockey sur glace.

## Biographie

### Carrière en club
Le 11 juillet 2006, il signe un contrat d'entrée LNH de deux avec les Ducks d'Anaheim. Il a joué quatre matchs lors des séries éliminatoires 2007 avec les Ducks.
Il a marqué son premier but LNH, le 8 février 2008 face aux Devils du New Jersey. Il marque dans le même match, un deuxième but qui devint le but gagnant.
Le 29 avril 2008, il s'entend avec les Ducks sur un nouveau contrat de trois ans.
Pour la première fois de sa carrière, il est échangé. Sa nouvelle équipe sera les Hurricanes de la Caroline.
Le 24 février 2011, il est échangé avec un choix de cinquième tour lors du repêchage d'entrée dans la LNH 2011 aux Panthers de la Floride en retour de Cory Stillman.
Durant la saison 2011-2012, il est placé au ballotage par les Hurricanes. Les Devils le réclame alors il poursuit sa carrière là-bas.
Après avoir joué trois saisons avec les Devils, son contrat n'est pas renouvelé ce qui veut dire qu'il devient agent libre. Il est invité au camp d'entraînement des Devils mais signe finalement avec le Wild du Minnesota.
Il annonce son retrait de la compétition le 12 septembre 2017.

### Carrière internationale
Il représente les États-Unis au niveau international.

## Statistiques

### En club
| Saison     | Équipe                       | Ligue      |     | Saison régulière | Saison régulière | Saison régulière | Saison régulière | Saison régulière |   | Séries éliminatoires | Séries éliminatoires | Séries éliminatoires | Séries éliminatoires | Séries éliminatoires |
| Saison     | Équipe                       | Ligue      | PJ  | B                | A                | Pts              | Pun              | PJ               | B | A                    | Pts                  | Pun                  |                      |                      |
| 2001-2002  | Gamblers de Green Bay        | USHL       | 1   | 0                | 0                | 0                | 2                | -                | - | -                    | -                    | -                    |                      |                      |
| 2002-2003  | Gamblers de Green Bay        | USHL       | 55  | 19               | 17               | 36               | 94               | -                | - | -                    | -                    | -                    |                      |                      |
| 2003-2004  | Gamblers de Green Bay        | USHL       | 59  | 22               | 23               | 45               | 131              | -                | - | -                    | -                    | -                    |                      |                      |
| 2004-2005  | Mavericks de Minnesota State | NCAA       | 37  | 15               | 8                | 23               | 44               | -                | - | -                    | -                    | -                    |                      |                      |
| 2005-2006  | Mavericks de Minnesota State | NCAA       | 39  | 19               | 16               | 35               | 71               | -                | - | -                    | -                    | -                    |                      |                      |
| 2006-2007  | Pirates de Portland          | LAH        | 76  | 16               | 20               | 36               | 85               | -                | - | -                    | -                    | -                    |                      |                      |
| 2006-2007  | Ducks d'Anaheim              | LNH        | -   | -                | -                | -                | -                | 4                | 0 | 0                    | 0                    | 0                    |                      |                      |
| 2007-2008  | Ducks d'Anaheim              | LNH        | 34  | 4                | 4                | 8                | 36               | 6                | 0 | 0                    | 0                    | 6                    |                      |                      |
| 2007-2008  | Pirates de Portland          | LAH        | 13  | 2                | 3                | 5                | 38               | -                | - | -                    | -                    | -                    |                      |                      |
| 2008-2009  | Ducks d'Anaheim              | LNH        | 48  | 3                | 6                | 9                | 52               | 10               | 2 | 3                    | 5                    | 0                    |                      |                      |
| 2009-2010  | Ducks d'Anaheim              | LNH        | 38  | 4                | 5                | 9                | 31               | -                | - | -                    | -                    | -                    |                      |                      |
| 2010-2011  | Ducks d'Anaheim              | LNH        | 18  | 1                | 2                | 3                | 22               | -                | - | -                    | -                    | -                    |                      |                      |
| 2010-2011  | Hurricanes de la Caroline    | LNH        | 32  | 0                | 3                | 3                | 22               | -                | - | -                    | -                    | -                    |                      |                      |
| 2010-2011  | Panthers de la Floride       | LNH        | 12  | 2                | 1                | 3                | 22               | -                | - | -                    | -                    | -                    |                      |                      |
| 2011-2012  | Panthers de la Floride       | LNH        | 7   | 0                | 0                | 0                | 0                | -                | - | -                    | -                    | -                    |                      |                      |
| 2011-2012  | Devils du New Jersey         | LNH        | 65  | 4                | 4                | 8                | 84               | 23               | 5 | 2                    | 7                    | 32                   |                      |                      |
| 2012-2013  | Devils du New Jersey         | LNH        | 44  | 6                | 9                | 15               | 31               | -                | - | -                    | -                    | -                    |                      |                      |
| 2013-2014  | Devils du New Jersey         | LNH        | 62  | 7                | 3                | 10               | 35               | -                | - | -                    | -                    | -                    |                      |                      |
| 2014-2015  | Wild du Minnesota            | LNH        | 53  | 3                | 10               | 13               | 55               | 1                | 0 | 0                    | 0                    | 0                    |                      |                      |
| 2015-2016  | Wild du Minnesota            | LNH        | 60  | 7                | 5                | 12               | 48               | 2                | 0 | 0                    | 0                    | 10                   |                      |                      |
| 2016-2017  | Wild de l'Iowa               | LAH        | 18  | 1                | 2                | 3                | 25               | -                | - | -                    | -                    | -                    |                      |                      |
| Totaux LNH | Totaux LNH                   | Totaux LNH | 473 | 41               | 52               | 93               | 444              | 46               | 7 | 5                    | 12                   | 48                   |                      |                      |

### En équipe nationale
| Année | Compétition          |    | PJ | B | A | Pts | Pun                |  | Résultat |
| 2010  | Championnat du monde | 6  | 1  | 1 | 2 | 4   | 13e place          |  |          |
| 2013  | Championnat du monde | 10 | 1  | 1 | 2 | 10  | Médaille de bronze |  |          |